# 小行星44821
小行星44821（44821 Amadora）是一颗绕太阳运转的小行星，为主小行星带小行星。该小行星于1999年10月3日发现。
該小行星以西班牙的阿瑪多拉·岡薩雷斯（Amadora Gonzalez）命名。

## 轨道参数
小行星44821的轨道半长轴为2.4700792 UA，离心率为0.104。